# 池田真
池田 真（いけだ まこと）は、日本の元子役。ブラジルのサンパウロ出身。1970年代後半から1980年代前半にかけて、主に声優として活動した。

## 出演

### 映画
- 宇宙怪獣ガメラ（1980年、圭一の友人）

### テレビドラマ
- コメットさん（1978年）

### テレビアニメ
- 十五少年漂流記（1982年、モコ）
- キャプテン（1983年、イガラシ慎二）
- 重戦機エルガイム（1984年、イッカ・ハミルトン）

### 吹き替え

#### 映画
- 青い珊瑚礁（幼年期のリチャード）
- 悪魔の棲む家（マット）
- オーメン/最後の闘争
- クレージーモンキー 笑拳 ※日本テレビ版
- ジャガーノート
- ジョーズ（マイケル・ブロディ）※日本テレビ版
- ハロウィン（トミー・ドイル）
- ベン（ダニー）※テレビ朝日版
- 未知との遭遇（ブラッド・ニアリー）※テレビ朝日旧版
- ミスター・グッドバーを探して
- 無防備都市

#### アニメ
- ダンボ
- ピーター・パン （ジョン・ダーリング）[2]

#### その他のコンテンツ
- 東京ディズニーランド
  - ピーターパン空の旅（ジョン・ダーリング）